# Декулакизација
Декулакизација (рус. раскулачивание, раскулацхивание; укр. розкуркулення, розкуркуленниа) је била совјетска кампања политичких репресија, укључујући хапшења, депортације или погубљења милиона кулака (просперитетних сељака ) и њихових породица. Прерасподела пољопривредног земљишта почела је 1917. године и трајала је до 1933. године, али је била најактивнија у периоду прве петолетке 1929–1932. Да би олакшала експропријацију пољопривредног земљишта, совјетска влада је приказивала кулаке као класне непријатеље Совјетског Савеза.
Више од 1,8 милиона сељака је депортовано 1930–1931. Кампања је имала наведену сврху борбе против контрареволуције и изградње социјализма на селу. Ова политика, спроведена истовремено са колективизацијом у Совјетском Савезу, ефективно је ставила сву пољопривреду и све раднике у Совјетској Русији под државну контролу.

## Под Владимиром Лењином
У новембру 1917. године, на састанку делегата комитета сиромашних сељака, Владимир Лењин је најавио нову политику елиминације за које се веровало да су богати совјетски сељаци, познати као кулаци: „Ако кулаци остану недодирнути, ако не победимо слободњаци, цар и капиталиста ће се неизбежно вратити." У јулу 1918. године створени су Одбори сиромашних који представљају сиромашне сељаке, који су играли важну улогу у акцијама против кулака, и водили процес прерасподеле одузете земље и инвентара, вишкова хране од кулака. Ово је покренуло почетак великог крсташког рата против житних шпекуланата и кулака. Пре распуштања у децембру 1918. Комитети сиротиње су запленили 50 милиона хектара кулачке земље. Наредба Владимира Лењина о вешању, којом се заповеда вешање као одговор на побуну кулака, датира од 11. августа 1918.

## Под Јосифом Стаљином
Јосиф Стаљин је 27. децембра 1929. објавио „ликвидацију кулака као класе“. Стаљин је рекао: „Сада имамо прилику да изведемо одлучну офанзиву против кулака, сломимо њихов отпор, елиминишемо их као класу и заменимо њихову производњу производњом колхоза и совхоза“. Политбиро Свесавезне комунистичке партије (бољшевика) је одлуку озваничио резолуцијом под насловом „О мерама за уклањање кулачких домаћинстава у окрузима свеобухватне колективизације “ 30. јануара 1930. Сви кулаци су распоређени у једну од три категорије:
1. Они који ће бити стрељани или затворени по одлуци локалне тајне политичке полиције .
2. Они ће бити послати у Сибир, на север, на Урал или у Казахстан, након конфискације имовине.
3. Они који ће бити исељени из својих кућа и коришћени у радним колонијама у оквиру својих округа.

Они кулаци који су послати у Сибир и друга ненасељена подручја обављали су тешке послове радећи у логорима који су производили дрвну грађу, злато, угаљ и многе друге ресурсе који су били потребни Совјетском Савезу за његове планове брзе индустријализације. У ствари, високорангирани члан ОГПУ (тајне полиције) делио је своју визију о новом казненом систему који би успоставио села на северу Совјетског Савеза која би се специјализовала за вађење природних ресурса и помогла Стаљиновој индустријализацији.
Функционер тајне полиције ОГПУ, Јефим Јевдокимов (1891–1939), одиграо је главну улогу у организовању и надгледању хватања сељака и масовних погубљења.

### Класоцид
У фебруару 1928, новине Правда су по први пут објавиле материјале који су тврдили да разоткривају кулаке; описали су распрострањену доминацију богатог сељаштва на селу и инвазију кулака у ћелије комунистичке партије. Експропријација залиха жита од кулака и сељака средње класе названа је „привремена ванредна мера“; привремене ванредне мере су се до 1930-их претвориле у политику „елиминисања кулака као класе“. Социолог Мајкл Ман описао је совјетски покушај да се колективизују и ликвидирају перципирани класни непријатељи као да одговара његовој предложеној категорији класицида.
Апел партије на политику елиминације кулака као класе формулисао је Стаљин, који је изјавио: „Да би се кулак истиснуо као класа, отпор ове класе мора бити разбијен у отвореној борби и мора бити лишен производни извори њеног постојања и развоја (слободно коришћење земље, оруђа за производњу, закуп земљишта, право на најам радне снаге итд.). То је заокрет ка политици елиминације кулака као класе. Без тога, причање о избацивању кулака као класе је празно брбљање, прихватљиво и исплативо само десним девијантима.“
Десна опозиција Сверуске комунистичке партије (бољшевика) је 1928. још увек покушавала да подржи просперитетно сељаштво и ублажи борбу против кулака. Конкретно, Алексеј Риков, критикујући политику декулакизације и „методе ратног комунизма“, изјавио је да напад на кулаке треба извршити, али не методама такозване декулакизације. Залагао се против предузимања акција против индивидуалне пољопривреде у селу, чија је продуктивност била два пута мања него у европским земљама. Сматрао је да је најважнији задатак партије развој индивидуалне пољопривреде сељака уз помоћ владе.
Власт је све више примећивала отворен и одлучан протест међу сиротињом против добростојећих средњих сељака. Све веће незадовољство сиромашних сељака појачано је глађу на селу. Бољшевици су радије кривили „сеоску контрареволуцију“ кулака, намеравајући да заоштре однос народа према партији: „Морамо одбити кулачку идеологију која долази у писмима из села. Главна предност кулака су хлебне бламаже“. Сељаци Црвене армије слали су писма подржавајући антикулачку идеологију: „Кулаци су љути непријатељи социјализма. Морамо их уништити, не водите их у колхозе, морате им одузети имовину, њихов инвентар." Надалеко је постало познато писмо црвеноармејца 28. артиљеријског пука: „Последњи хлеб се одузима, на породицу Црвене армије се не рачуна. Иако си ти мој тата, не верујем ти. Драго ми је да си добио добру лекцију. Продај хлеб, носи вишак – ово је моја последња реч.“
„Ликвидација кулака као класе“ је био назив совјетске политике вођене 1930–1931 за принудно отуђење имовине без накнаде (експропријацију) од дела сељаштва и изолацију жртава од таквих акција путем њиховог присилна депортација из места становања. Званични циљ ликвидације кулака дошао је без прецизних упутстава и подстакао је локалне вође на радикалне акције које су резултирале физичком елиминацијом. Кампања за ликвидацију кулака као класе чинила је главни део Стаљинове политике социјалног инжењеринга раних 1930-их.